# PostarOnline
Поштар је био онлајн информативни портал. Он је постојао 2011 до 2015. године и био је јединствен  у Србији по томе што су за њега писали аутори и новинари многих медијских агенција широм бивше Југославије.
Поштар се баво критичко промишљеним темама из друштва и региона, самим тиме врхунац јединствених посетилаца достигао је захваљујући аутентичним чланицима које потписују цењени аутори сајта Поштар.
Поштар је тежио да буде аутентично гласило грађана Србије и својом уређивачком политиком настојало да постане први медиј у Србији.